# Tau2 Capricorni
Tau2 Capricorni (τ2 Cap) es una estrella múltiple situada en la constelación de Capricornio.
Tiene magnitud aparente +5,24 y se encuentra, de acuerdo a la nueva reducción de los datos de paralaje de Hipparcos, a 1136 años luz del sistema solar.
También es conocida simplemente como Tau Capricorni (τ Cap) y no debe ser confundida con Tau1 Capricorni (τ1 Cap).
En primera instancia, Tau2 Capricorni es una estrella binaria cuyas componentes son estrellas blanco-azuladas de la secuencia principal.
La más brillante, de tipo espectral B4V, tiene magnitud +5,38.
La temperatura medida conjuntamente, 13.200 K, así como la velocidad de rotación proyectada, 170 km/s, probablemente corresponden a esta estrella.
Posee una masa 5,85 veces mayor que la masa solar.
La estrella acompañante, de magnitud +7,31, tiene tipo espectral B6V. Su masa es 5,76 veces mayor que la del Sol.
El período orbital de esta binaria no es bien conocido: mientras que para un estudio es de 200 años, otro distinto señala un período de 424 años.
Una tercera estrella, descubierta en una ocultación lunar, completa el sistema estelar.
Está separada 0,052 segundos de arco de la estrella B4V y tiene magnitud +9,3.
Su masa estimada es de 1,91 masas solares y completa una órbita alrededor de la estrella B4 cada 18 años.
En conjunto, la luminosidad del sistema es 1893 veces superior a la luminosidad solar.
Su cinemática corresponde a población estelar del disco fino.